# Watch Out
«Watch Out» es un sencillo de Alex Gaudino junto a Shèna, lanzado el 28 de enero de 2008. Es el tercer sencillo lanzado de su álbum debut My Destination. El segundo lanzamiento coincidió con la Eurocopa 2008, ya que el video musical presenta un partido de fútbol virtual jugado por mujeres obscenas con pantalones cortos/tops de spandex. La canción contiene un sample de «Papa's Got a Brand New Pigbag» de Pigbag, producida por Mark Summers. La voz de Shèna juega un papel importante en la pista.

## Video musical
El video musical comienza con Alex Gaudino y un amigo jugando un partido virtual de fútbol en una consola de videojuegos. Los dos hombres seleccionan un tipo de jugador (todas mujeres); Gaudino elige camisetas azules y su amigo juega con «Team Diablo» de camisetas blancas, y juegan en el «Gaudino Arena». El juego comienza con un disparo entre una de las piernas de la jugadora y las puertas se abren detrás de ella. Entran en la arena vistiendo camisetas ajustadas de Lycra y pantalones cortos que son a la vez cortos y reveladores. Los dos equipos comienzan a hacer ejercicios que incluyen saltos de estrella, estiramiento y flexión de piernas, con algunos ángulos que muestran primeros planos de glúteos y escotes. El juego finalmente comienza. «Team Gaudino» anota un gol y luego ataca a «Team Diablo», lo que hace que una chica tropiece. El árbitro llama a una enfermera y ella usa una «esponja mágica» que cura milagrosamente el hematoma. La jugada continúa y Diablo marca un gol. Una jugadora de Gaudino luego tira de los pantalones cortos de una jugadora de Diablo, lo que hace que el árbitro le dé una falta a Gaudino y Diablo recibe un tiro libre. «Team Diablo» marca otro gol y el juego termina. Diablo luego le da la mano a Alex Gaudino al final del video. Las futbolistas son interpretadas por Amy Perfect y Sophie Burles.

## Lista de canciones
| Maxi 12" (Rise) |                                   |          |  |
| N.º             | Título                            | Duración |  |
| 1.              | «Watch Out» (Extended Mix)        | 7:14     |  |
| 2.              | «Watch Out» (Jason Rooney Remix)  | 7:41     |  |
| 3.              | «Watch Out» (Nari & Milani Remix) | 6:47     |  |
| 4.              | «Watch Out» (Robbie Rivera Remix) | 7:18     |  |

| Maxi CD (Ministry of Sound) |                                   |          |  |
| N.º                         | Título                            | Duración |  |
| 1.                          | «Watch Out» (Radio Edit)          | 2:59     |  |
| 2.                          | «Watch Out» (Extended Mix)        | 7:16     |  |
| 3.                          | «Watch Out» (Nari & Milani Remix) | 6:49     |  |
| 4.                          | «Watch Out» (Jason Rooney Remix)  | 7:41     |  |

| Sencillo CD (Spinnin') |                                   |          |  |
| N.º                    | Título                            | Duración |  |
| 1.                     | «Watch Out» (UK Radio Edit)       | 2:56     |  |
| 2.                     | «Watch Out» (Mac Project Remix)   | 6:24     |  |
| 3.                     | «Watch Out» (Nari & Milani Remix) | 6:47     |  |
| 4.                     | «Watch Out» (Robbie Rivera Remix) | 7:19     |  |
| 5.                     | «Watch Out» (UK Club Mix)         | 7:12     |  |

## Créditos y personal
- Voz: Tracey Elizabeth McSween (Shèna).
- Letra: Jerma (sin acreditar), Chip Carpenter, James Johnstone, Simon Underwood, Chris Lee, Roger Freeman, Ollie Moore, Chris Hamlin.
- Producción: Alex Gaudino.

## Posicionamiento en listas
| Lista (2008)                                | Mejor posición |
| ------------------------------------------- | -------------- |
| Bélgica (Flandes) (Ultratip Bubbling Under) | 2              |
| Bélgica (Valonia) (Ultratip Bubbling Under) | 9              |
| CEI (Tophit)                                | 4              |
| República Checa (Rádio Top 100)             | 22             |
| Finlandia (Latauslista)                     | 24             |
| Irlanda (IRMA)                              | 23             |
| Italia (FIMI)                               | 12             |
| Países Bajos (Dutch Top 40)                 | 9              |
| Países Bajos (Mega Single Top 100)          | 12             |
| Escocia (Scottish Singles Sales Chart)      | 10             |
| Eslovaquia (Rádio Top 100)                  | 43             |
| Reino Unido (UK Singles Chart)              | 16             |
| Reino Unido (UK Dance Chart)                | 2              |

| Lista (2007)                | Posición |
| --------------------------- | -------- |
| CIS (Tophit)                | 196      |
| Lista (2008)                | Posición |
| CIS (Tophit)                | 31       |
| Países Bajos (Dutch Top 40) | 71       |